# Chiesa di Santa Maria della Carità (Brescia)
La chiesa di Santa Maria della Carità, conosciuta anche come chiesa del Buon Pastore poiché retta fino al 1998 dall'adiacente monastero omonimo, è una chiesa di Brescia, posta lungo via dei Musei, all'incrocio con via Gabriele Rosa. Impostata su una caratteristica pianta ottagonale, ospita un notevole apparato decorativo barocco e alcune opere, anche scultoree, degne di nota.

## Storia
La chiesa attuale viene edificata a partire dal 1640 su progetto dell'architetto Agostino Avanzo per volere del sacerdote Pietro Franzoni, superiore del Pio Istituto delle Penitenti, e grazie al contributo economico della popolazione: il cantiere durerà fino al 1655. Il nuovo edificio si sovrappose al precedente, a seguito della decisione del 1532 , da parte nobildonna Laura Gambara di dedicare il palazzo di proprietá della famiglia (quella verso ovest) alla cura delle ex prostitute, costruisce su tre case povere acquistate la chiesa dedicata a Maria Maddalena per porre una soluzione alla presenza, specie dopo il 1512 di un numero esorbitante di mondane.
Da segnalare infatti la presenza in città di altri tentativi di bonificare luoghi di malaffare come la costruzione di San Giuseppe o di scuole per giovani abbandonate vicino su quella che oggi é via Moretto.
L'opera ebbe successo e, segno di ciò, vi è la donazione di ulteriori case dedicate alle convertite che negli anni verranno donate all'opera pia. Due sono tutt'oggi segnalate: una sopra la chiesa verso san Desiderio, l'altra in via Rosa.
La nuova versione della chiesa con relativa reintitolazione, nasce con il ben preciso scopo di accogliere al suo interno una fedele riproduzione della Santa Casa di Nazaret, che vi fu difatti posta nel 1658 dopo che il titolare della porrocchia aveva ricevuto suppellettili e copie degli affreschi della casa di Loreto. Al momento della riedeficazione della casa di culto si decise di posare al suo interno l'affresco di Maria della caritá presente sugli spalti a canton d albera e che fino al 1654, ovvero fino al completamento del tetto venne custodito in Duomo. Del santuario precedente si mantennero i due altari laterali e le relative pale, che furono ricollocati nella nuova chiesa e che ancora oggi sono presenti.
La struttura subì importanti rifacimenti dal 1730 in poi grazie all'interessamento del sagrestano Busi, nuovamente sostenuto dai fondi delle famiglie facoltose i cui palazzi si affacciano sulla via. È proprio in tale occasione che il luogo di culto riceve quella tipica impronta barocca e sfarzosa, rendendola così un caso isolato in tutto l'ambito delle chiese cittadine. L'altare maggiore viene sostituito da uno molto ricco e fastoso dei Calegari, in marmo, adornato da una elaborata balaustra sul davanti e, lateralmente, da due statue di Dionigi Cignaroli. Al centro fu posto l'affresco della Madonna della Carità, uno degli ultimi esempi di madonna con il seno scoperto. L'interno viene anche totalmente ridipinto: nel 1731 Giuseppe Orsoni affresca le pareti, mentre nel 1733 Bernardino Boni dipinge a olio le lunette sotto la cupola con i principali episodi della vita della Madonna. Anche la cupola, nel corso del secolo, sarà affrescata da Ferdinando Cairo e Luigi Vernazal. Nel 1744 viene eretto il portale d'ingresso e, poco dopo, vengono posizionate, ai lati della facciata, le due statue di Antonio Ferretti e Alessandro Calegari. Altre opera di rilievo, sempre ascrivibile alle metà del XVIII secolo, è la posa del pavimento ad elaborati intarsi marmorei, conservatosi pressoché intatto. Nell'Ottocento fu inoltre installato, sulla cantoria in controfacciata, un organo Tonoli.
Alla fine dell'Ottocento la giurisdizione della chiesa passò alle suore del vicino monastero del Buon Pastore, dal quale la chiesa prese il nome che tuttora l'accompagna accanto a quello originale. Nel 1998 le suore si trasferirono a Mompiano e, su disposizione del vescovo Bruno Foresti, l'amministrazione della chiesa fu trasferita alla parrocchia del Duomo.
Dal 1567 nel santuario si pratica la Santa Messa quotidiana, mentre la tradizione del Rosario risale al 1693.

## Descrizione

### Esterno
La facciata della chiesa, progettata dall'architetto Antonio Spazzi nel 1744, è caratterizzata sia dalla presenza di sculture che di pitture e non tradisce la conformazione ottagonale interna. Il colore dominante è l'ocra, che diventa giallo chiaro in corrispondenza delle lesene, che dividono la facciata in due ordini: lesene doriche su quello inferiore e corinzie su quello superiore. Sull'asse centrale si aprono il portale d'ingresso e, al di sopra, un grande finestrone rettangolare, mentre un timpano triangolare corona l'intera facciata. Ai lati di questa sono poste le due statue, prima citate, di Antonio Ferretti e Alessandro Calegari: in particolare quella di quest'ultimo, a destra, rappresenta una figura femminile che regge il modello di una casa, a testimonianza dell'originario scopo per cui la chiesa era stata costruita, cioè ospitare la riproduzione della Santa Casa.

#### Portale
Il portale della chiesa di Santa Maria della Carità si presenta di particolare interesse artistico. Le due colonne libere color ferro che lo compongono, difatti, provengono dall'antica basilica di San Pietro de Dom, demolita nel 1603 per realizzare il Duomo nuovo: si tratta, perciò, di due delle sole dieci colonne giunte fino a noi delle ventotto originali che ne costituivano il colonnato interno, tutte di rusulta dal foro romano, al pari di quelle di villa Mazzucchelli e del broletto. Il materiale che le compone è marmo egiziano scuro ed erano, a loro volta, già colonne di spoglio di epoca romana, probabilmente estratte nei pressi del foro romano della città. I capitelli ionici in sommità sono invece posteriori.

Facciata sinistra
Facciata destra
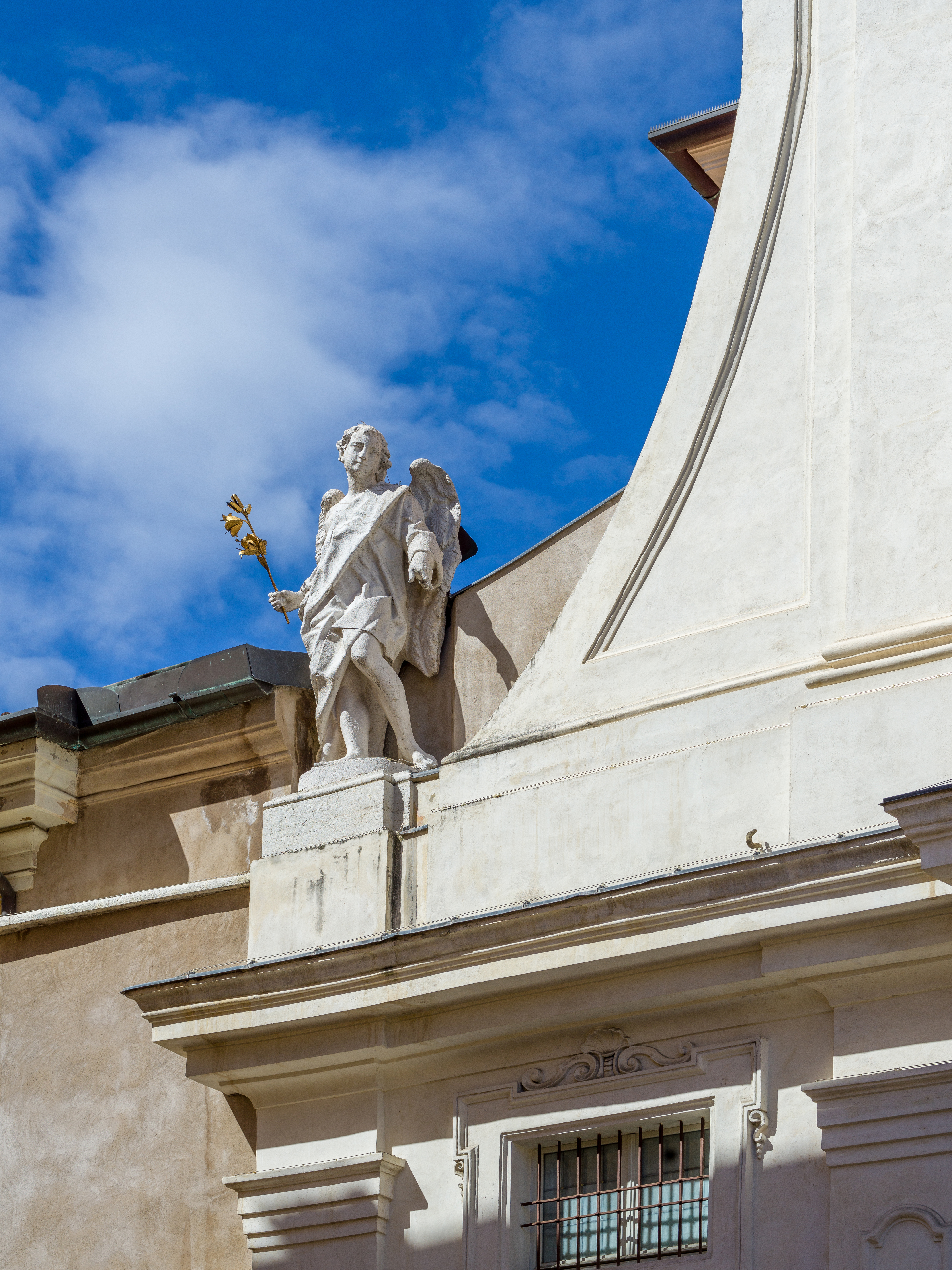
Statua di angelo di Alessandro Calegari
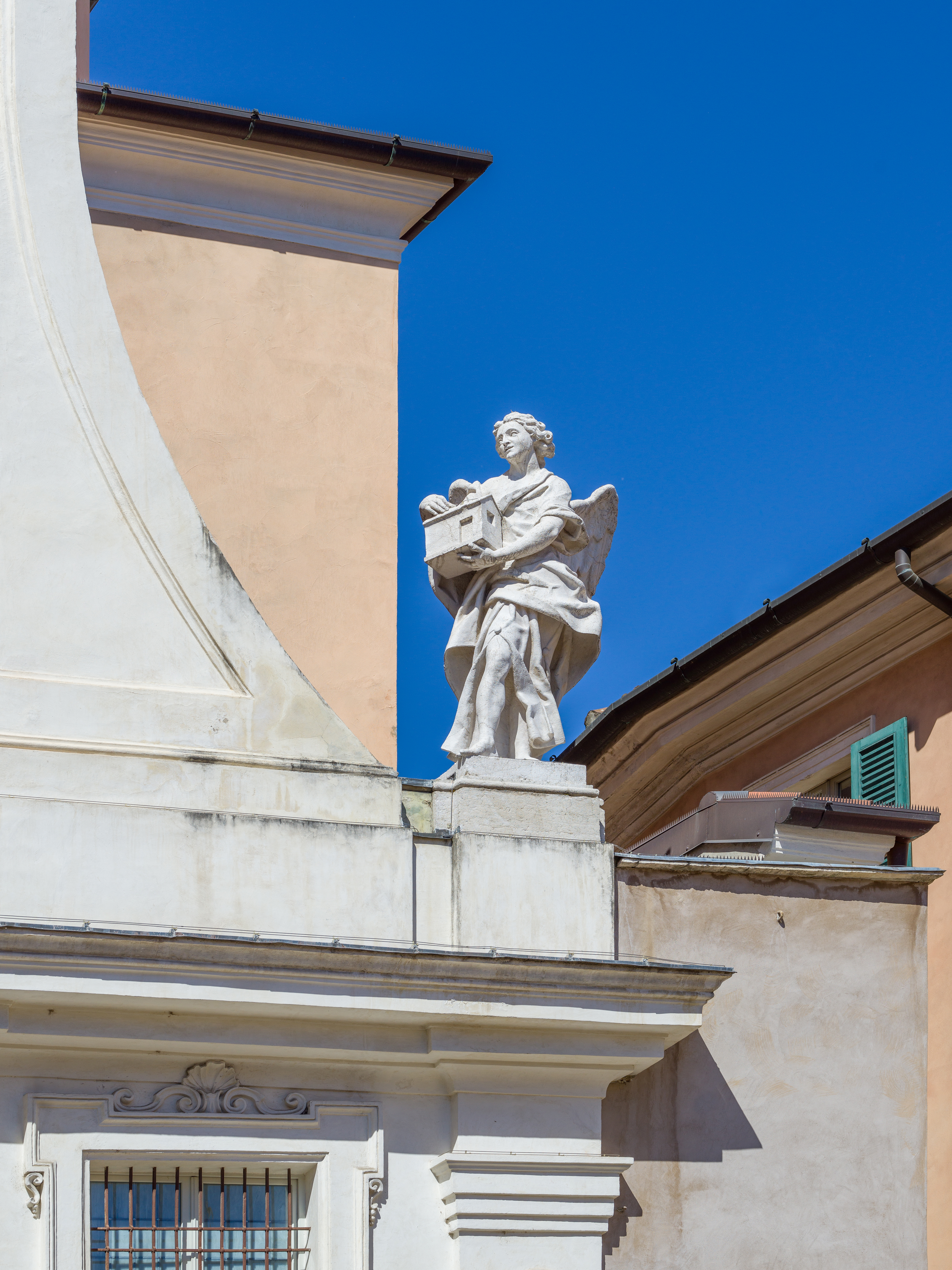
Statua di angelo di Antonio Ferretti con il modello della Santa Casa di Loreto
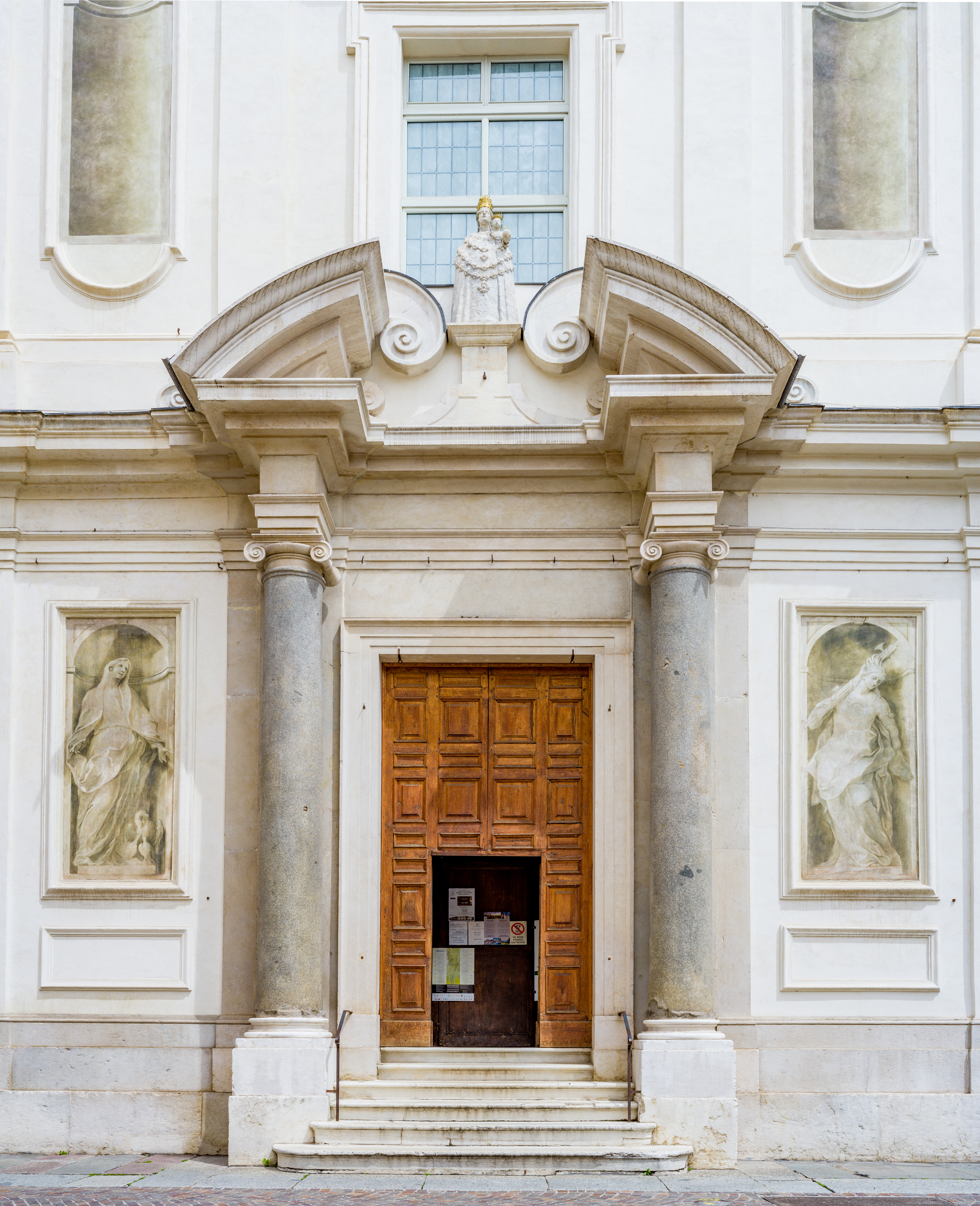
Portale con le colonne di San Pietro de Dom e due grisaille di Enrico Albrici.

### Interno e opere

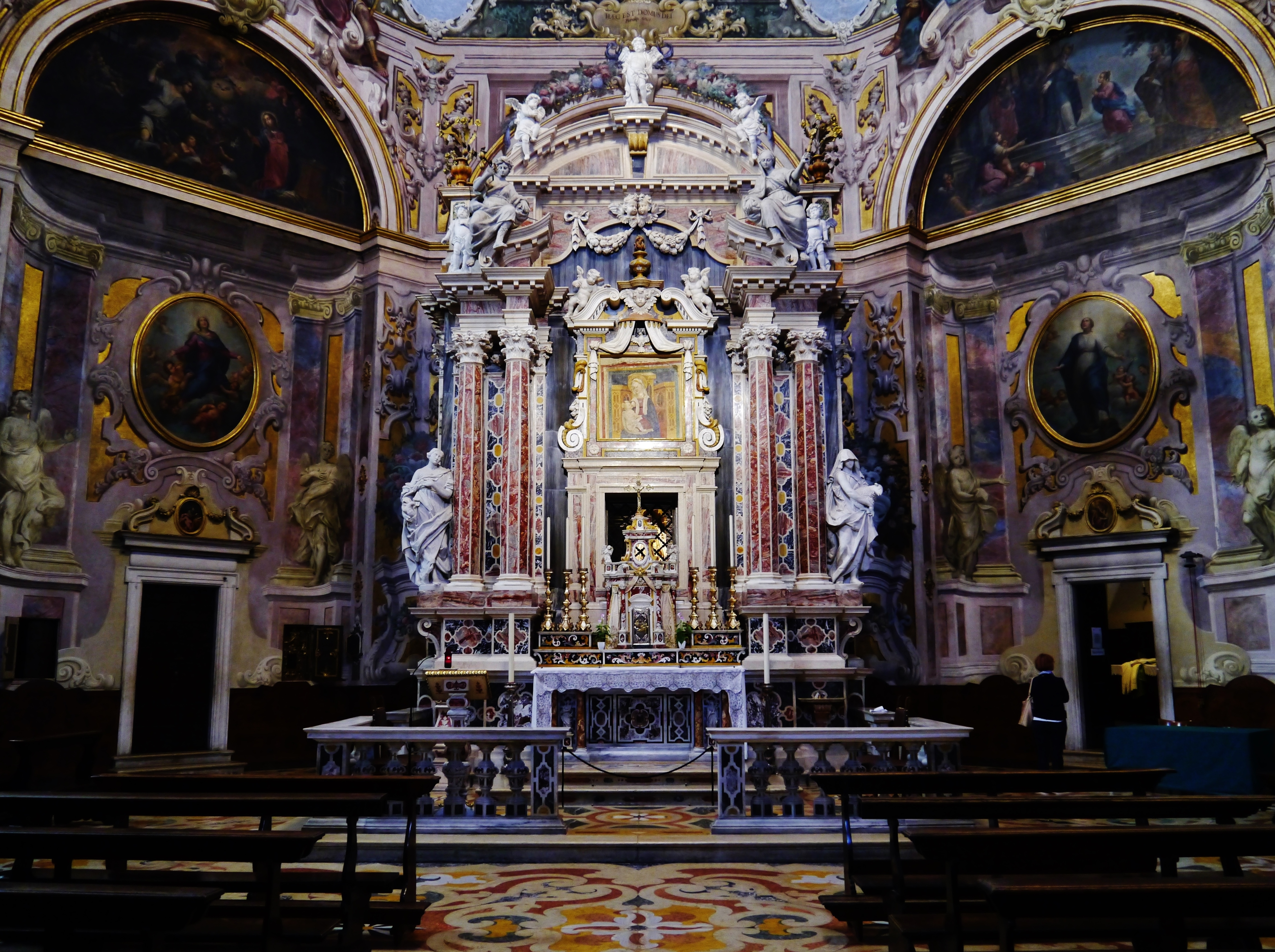
L'altare maggiore della chiesa.

L'interno, come già detto, è impostato su una pianta ottagonale, dove è comunque favorito un asse principale grazie all'allineamento dell'ingresso e del grande altare maggiore, che si presenta come un grande involucro cubico in legno e marmo dentro il quale è custodita la riproduzione della Santa Casa di Loreto. 
Sulle pareti, diametralmente opposti e in linea ortogonale con l'asse centrale, si trovano i due altari laterali in legno, già contenuti nella precedente chiesa e qui ricollocati. In quello di sinistra è posta una pala raffigurante la Maria Maddalena di Antonio Gandino, a destra i Santi Sebastiano, Antonio e Rocco di Francesco Paglia, entrambe opere seicentesche. Sull'altare maggiore, invece, è conservato l'affresco staccato della Madonna della Carità.
Alla chiesa è annesso un piccolo santuario e la canonica dove sono custodite altre opere degne di interesse, fra cui lapidi, affreschi del Cinquecento facenti parte della precedente struttura e tele di vari autori.

### Immagini dell'interno

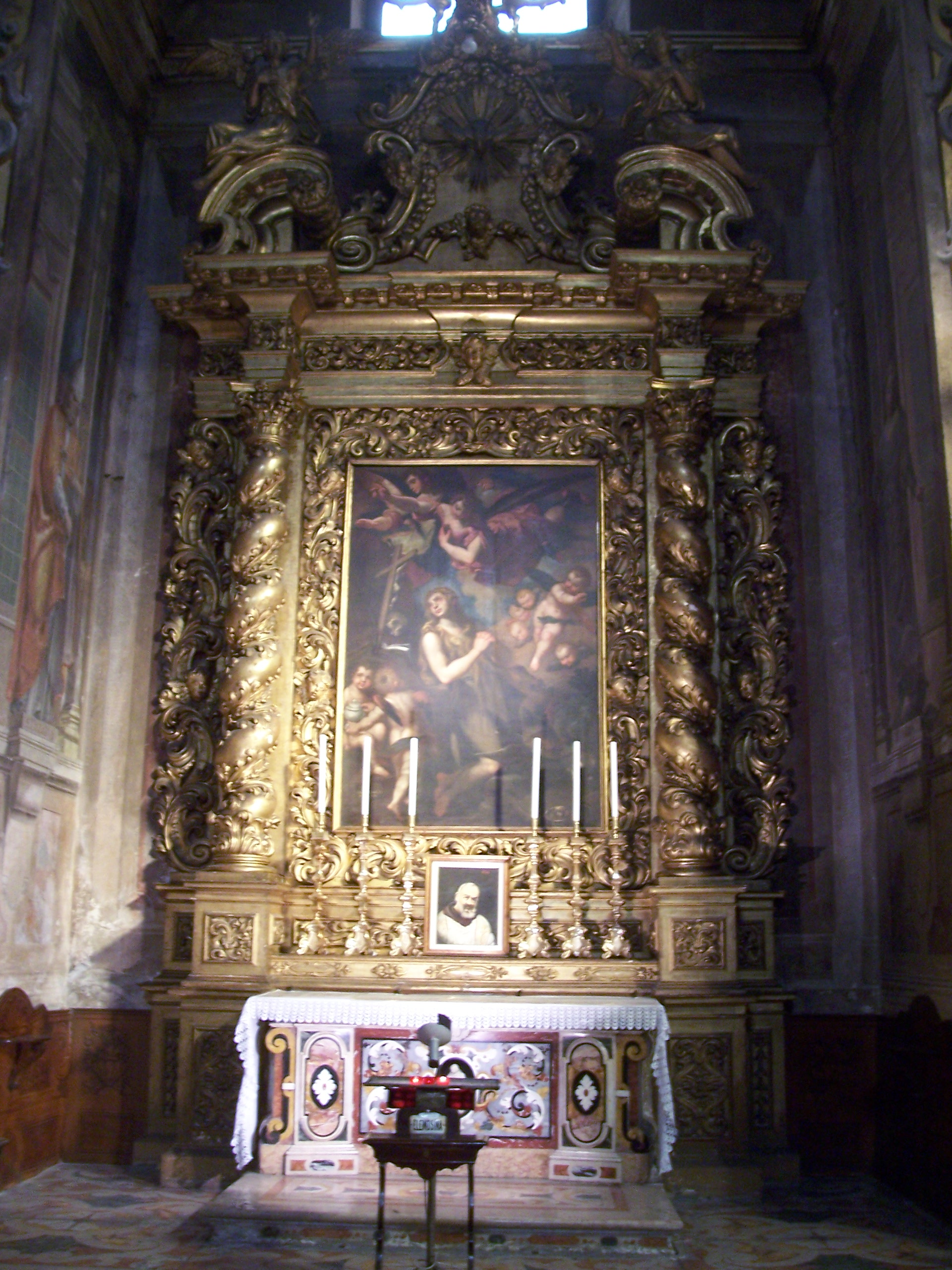
L'altare sinistro con la pala di Antonio Gandino
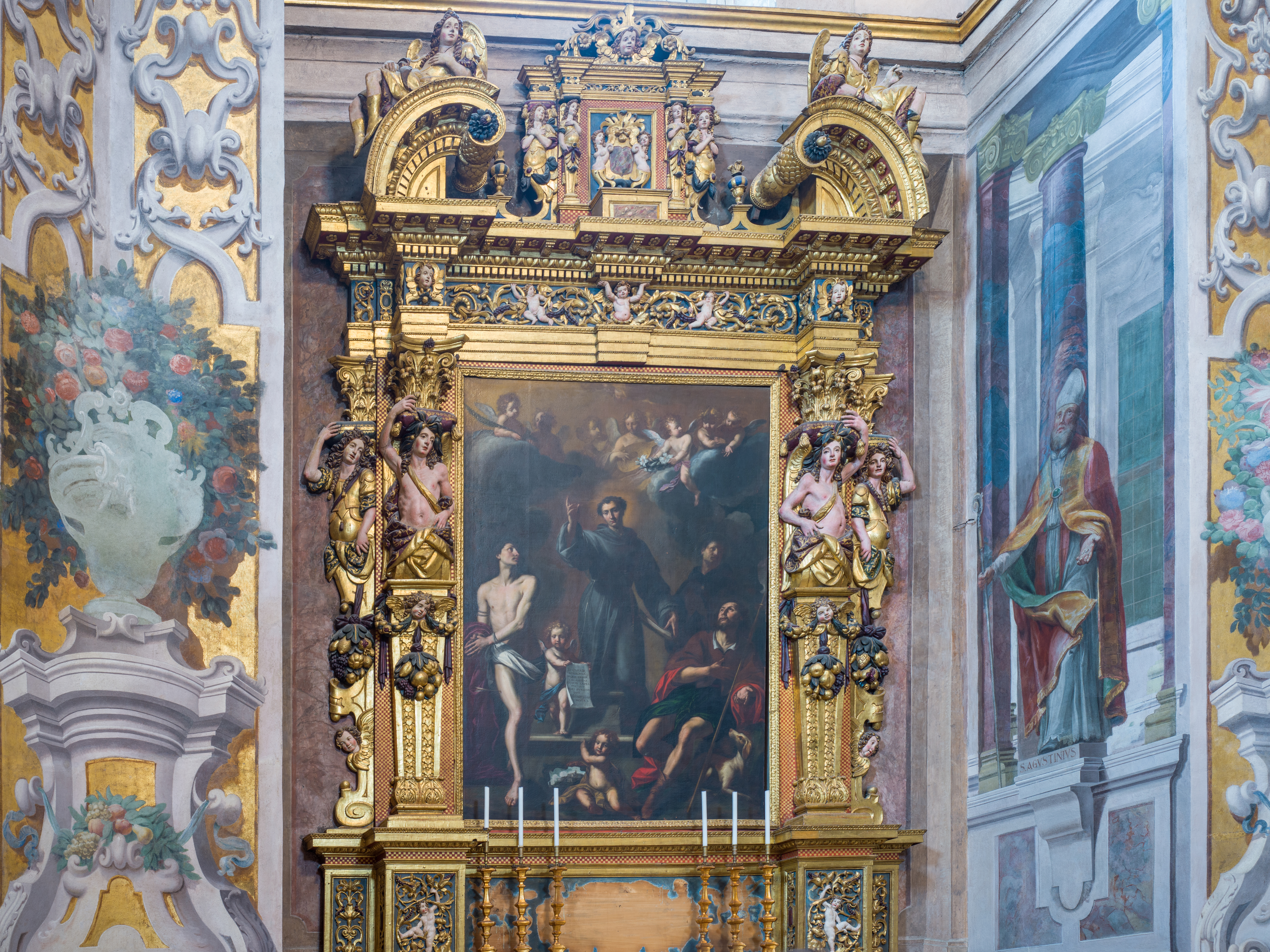
Altare con pala di Francesco Paglia
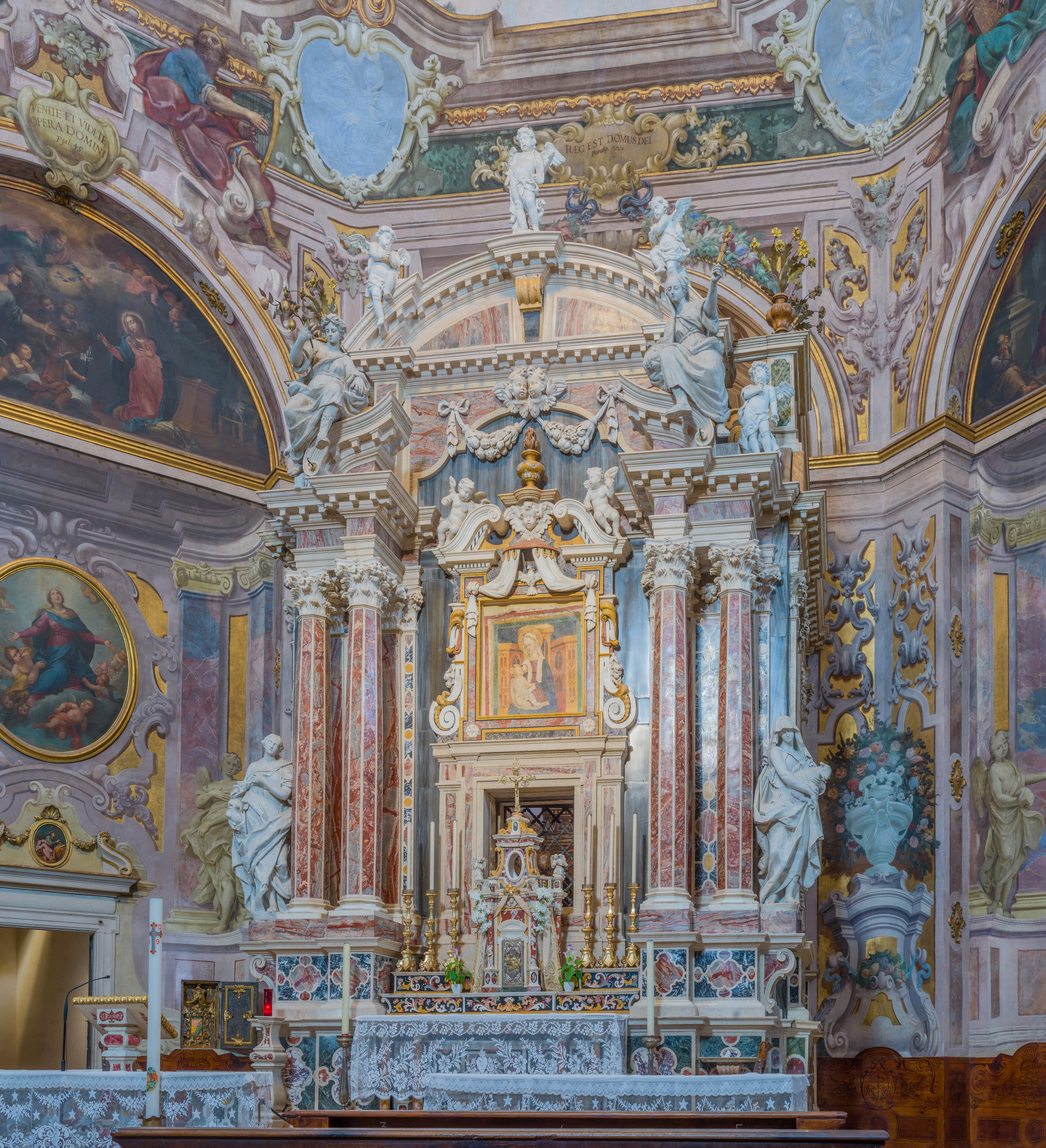
L'altare maggiore con, all'interno, la riproduzione della Santa Casa
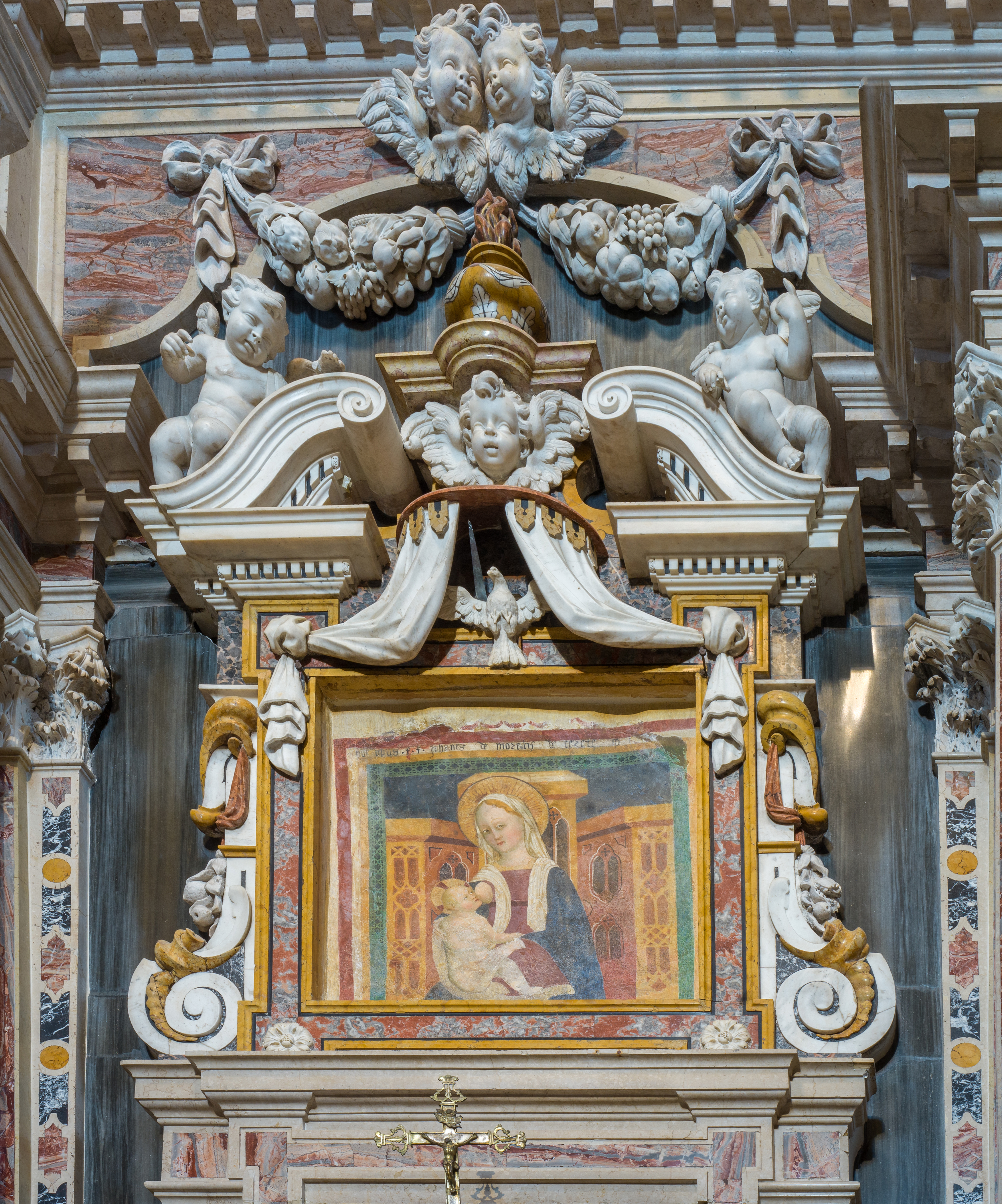
L'affresco della Madonna della Carità
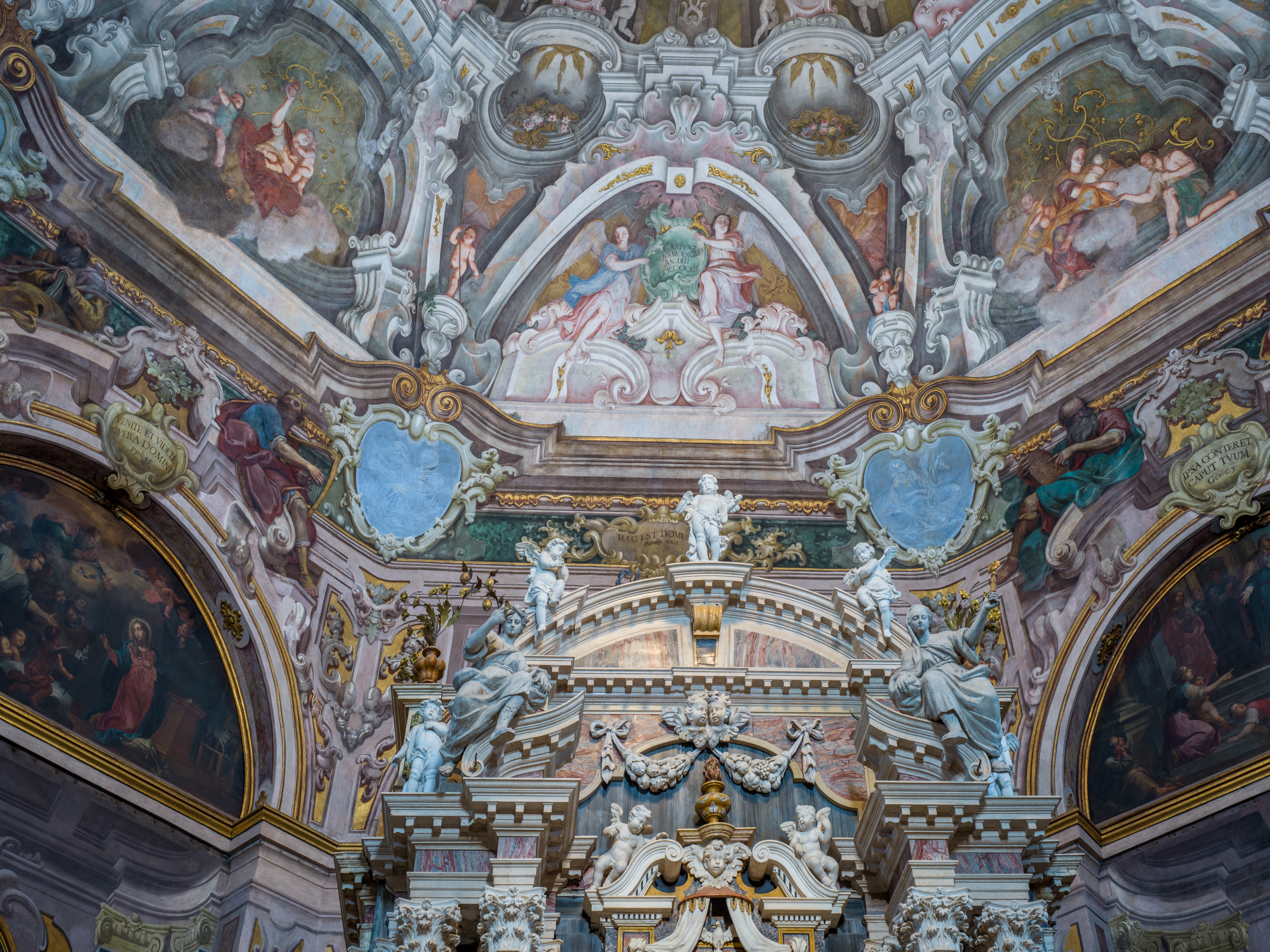
Affresco della volta con falsa architettura
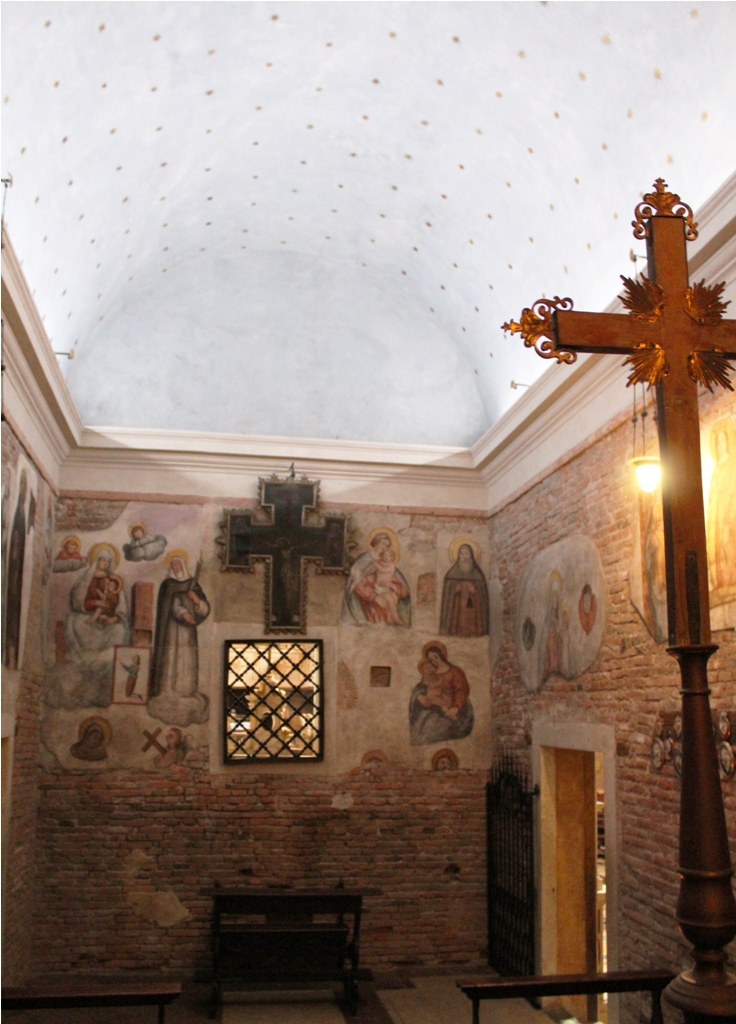
Riproduzione Santa Casa di Loreto
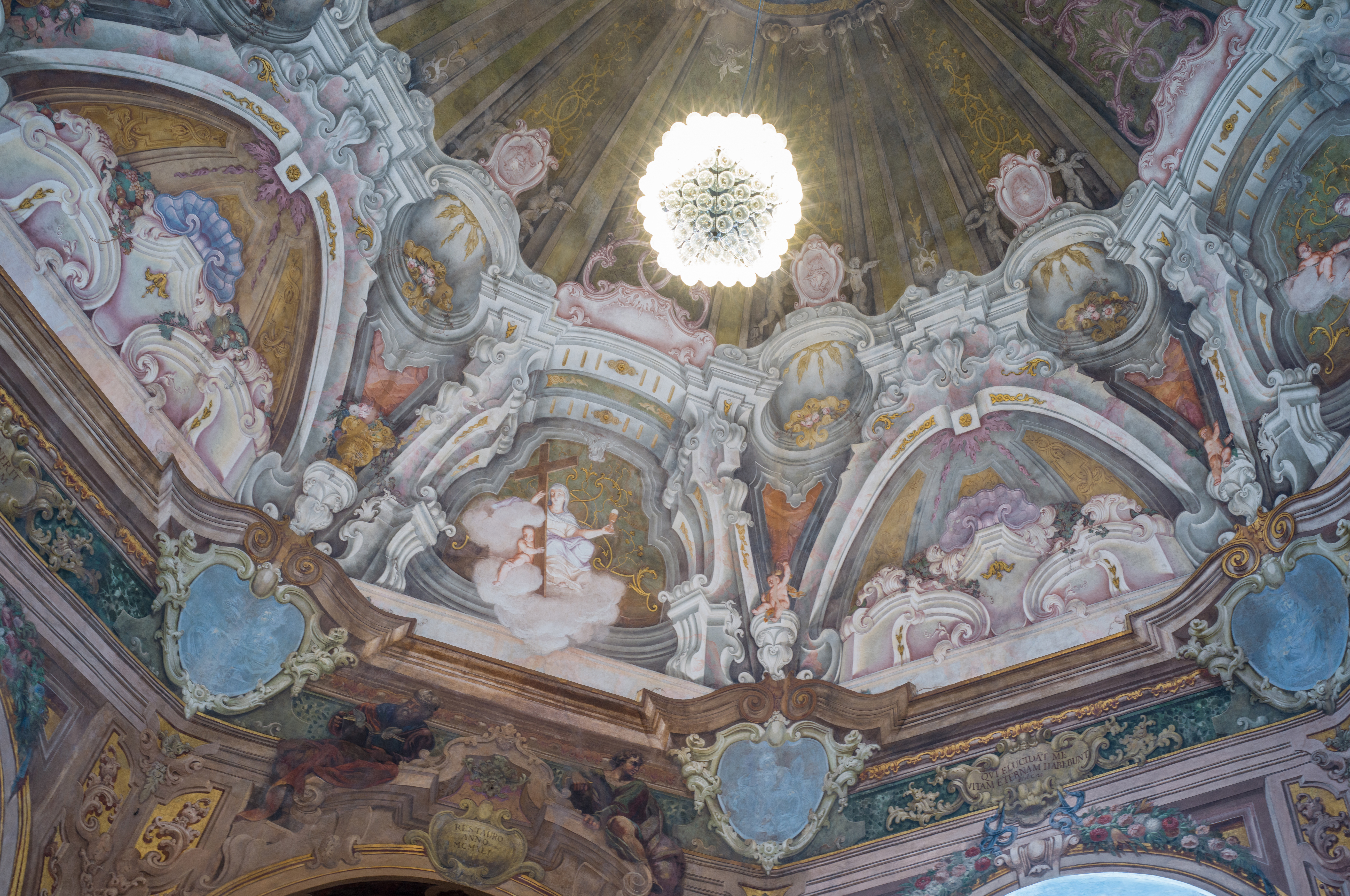
La cupola affrescata
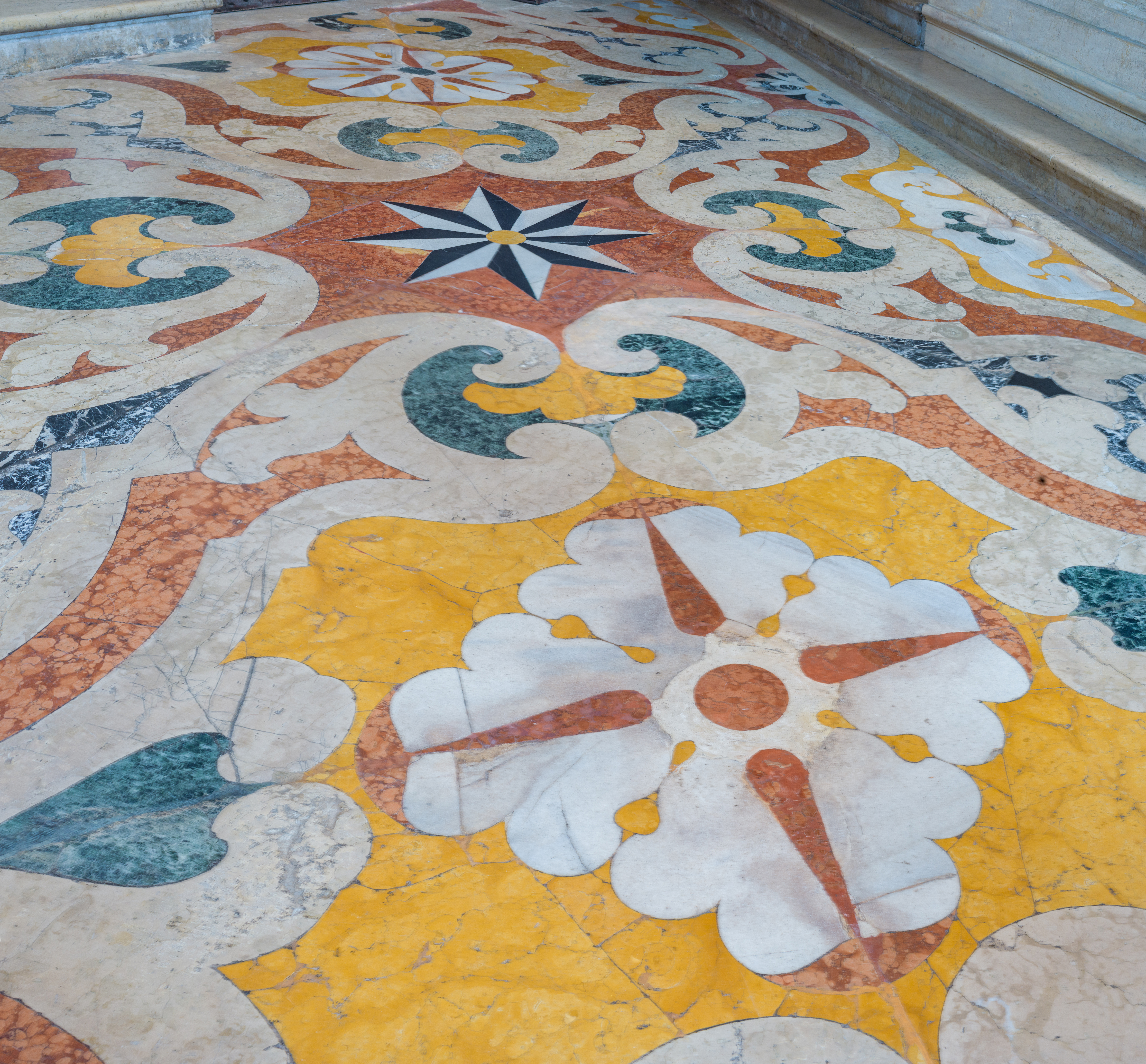
Il pavimento di marmo policromo

### Organo a canne

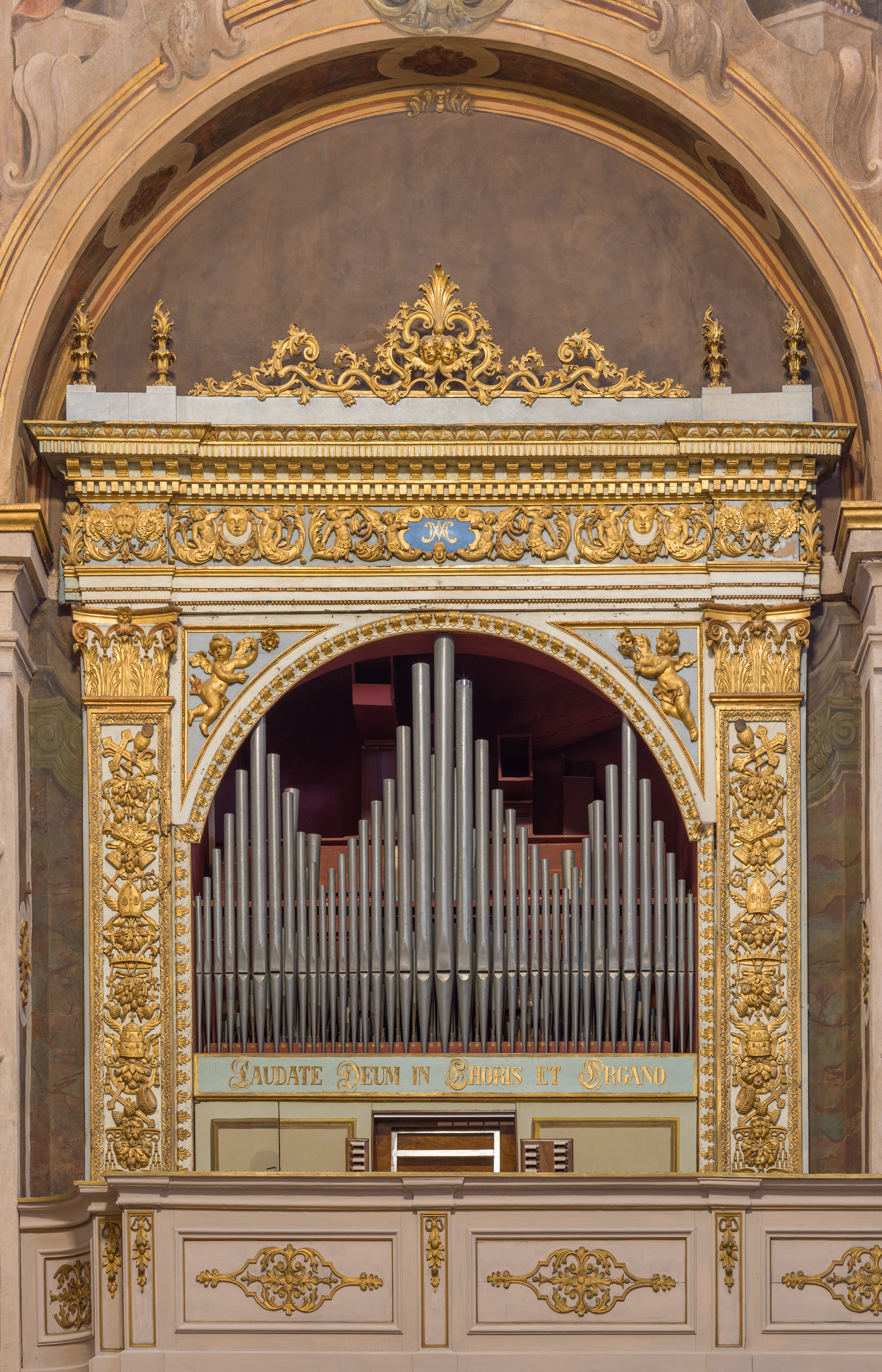
Organo Tonioli.

Sopra la cantoria in controfacciata è collocato l'organo Tonoli, costruito nel XIX secolo, modificato nei primi decenni del Novecento e restaurato da Gianluca Chiminelli nel 2013-2014. Lo strumento, a trasmissione completamente meccanica, ha una tastiera di 58 tasti ed una pedaliera a leggio di 17 pedali; le manette che comandano i vari registri sono collocate in tre colonne, due alla destra della consolle e una alla sinistra.
Per maggiori informazioni cliccare qui